# Jean-Claude Piguet
Pour les articles homonymes, voir Piguet.
Jean-Claude Piguet est un écrivain et éditeur vaudois.

## Biographie
Originaire de la vallée de Joux, Jean-Claude Piguet, passionné d'histoire écrit en 1996 l'histoire de la boîte à musique à Sainte-Croix, "Les faiseurs de musiques", puis "Le rêve d'Edouard", un roman qui raconte les cinquante premières années du Grand Hôtel des Rasses et la naissance du tourisme sur le Balcon du Jura vaudois. 
Établi à Sainte-Croix où il dirige le "Journal de Sainte-Croix et environs" et son imprimerie, Jean-Claude Piguet reprend avec Denis-Olivier Maillefer et la collaboration d'Eliane Rittener, les Éditions Mon Village (2006).